# Никольские Подворки
Никольские Подворки — упразднённый в 2017 году посёлок в Знаменском районе Тамбовской области. Входила в состав Кузьминского сельсовета, включена в состав деревни Кикинка.

## География
Находился посёлок в центральной части региона, в лесостепной зоне, на берегах реки Сявы, между посёлком Кузьминский (к востоку) и деревней Кикинка (к западу).

## История
На предвоенной карте обозначена как Синявка.
В 2017 году посёлок Никольские Подворки объединён с деревней Кикинка.

## Инфраструктура
Личное подсобное хозяйство.

## Транспорт
Ближайшая остановка общественного транспорта «Кикинка» находится примерно в 800 метрах на северо-восток.